# Payros-Cazautets
Payros-Cazautets é uma comuna francesa na região administrativa da Nova Aquitânia, no departamento Landes. Estende-se por uma área de 6,27 km². Em 2010 a comuna tinha 109 habitantes (densidade: 17,4 hab./km²).